# Fernmeldeturm Marburg
Der Fernmeldeturm Marburg ist ein 118 Meter hoher, für die Öffentlichkeit nicht zugänglicher Fernmeldeturm. Er befindet sich auf dem Kornberg (373 M ü. NN), der zu den östlich von Marburg gelegenen Lahnbergen gehört.  Baulich handelt es sich um einen Typenturm.
Neben dem nichtöffentlichen Richtfunk wird der Sender auch zur Ausstrahlung von UKW-Signalen für die Stadt Marburg verwendet.

## Frequenzen und Programme

### Analoger Hörfunk (UKW)
| Frequenz (MHz) | Programm                | RDS PS   | RDS PI | Regionalisierung | ERP (kW) | Antennendiagramm rund (ND)/gerichtet (D) | Polarisation horizontal (H)/vertikal (V) |
| -------------- | ----------------------- | -------- | ------ | ---------------- | -------- | ---------------------------------------- | ---------------------------------------- |
| 90,1           | Radio Unerhört Marburg  | RUM_90.1 | 1463   | –                | 0,1      | D (0–50°, 150–170°, 190–230°)            | H                                        |
| 93,3           | Deutschlandradio Kultur | DKULTUR_ | D220   | –                | 0,05     | D (180–320°)                             | H                                        |
| 96,2           | harmony.fm              | harmony_ | 1364   | –                | 0,2      | D (190–290°)                             | H                                        |
| 101,0          | planet more music radio | _planet_ | D369   | –                | 0,2      | D (180–90°)                              | H                                        |
| 103,5          | Radio Teddy             | _TEDDY__ | D210   | –                | 0,5      | D (300–200°)                             | H                                        |
| 103,9          | Radio Bob               | RADIOBOB | D46A   | –                | 0,1      | D (200–40°)                              | H                                        |
| 104,9          | Rock Antenne            | ROCK_ANT | 121B   | --               | 0,1      | D (150–230°, 270–310°, 350–60°)          | H                                        |

### Analoges Fernsehen (PAL)
Vor der Umstellung auf DVB-T diente der Sendestandort weiterhin für analoges Fernsehen:
| Kanal | Frequenz (MHz) | Programm       | ERP (kW) | Sendediagramm rund (ND)/ gerichtet (D) | Polarisation horizontal (H)/ vertikal (V) |
| ----- | -------------- | -------------- | -------- | -------------------------------------- | ----------------------------------------- |
| 43    | 647,25         | RTL Television | 0,06     | ND                                     | H                                         |
| 47    | 679,25         | VOX            | 0,1      | ND                                     | H                                         |
| 58    | 767,25         | Sat.1          | 0,1      | ND                                     | H                                         |
| 60    | 783,25         | RTL II         | 0,1      | ND                                     | H                                         |